# Americas Pacific Challenge
La Americas Pacific Challenge es una competición anual e internacional de rugby. Es organizada por el World Rugby (anteriormente International Rugby Board) y tiene como finalidad, darle competitividad internacional a los segundos equipos de seleccionados nacionales de Sudamérica, América del Norte y del Pacífico.

## Equipos
- Argentina XV (2016-2018, 2021)
- Brasil A (2021)
- Canadá A (2016-2018)
- Chile A (2021)
- Fiji Warriors (2016)
- Paraguay A (2021)
- Samoa A (2016-2018)
- Tonga A (2017-2018)
- Uruguay XV (2016-2018, 2021)
- USA Select XV (2016-2018, 2021)

## Campeonatos
| Año  | Edición | Campeón      | 2.º puesto    | 3.º puesto | 4º puesto | 5º puesto     | 6º puesto     |
| ---- | ------- | ------------ | ------------- | ---------- | --------- | ------------- | ------------- |
| 2016 | I       | Argentina XV | Fiji Warriors | Samoa A    | Uruguay A | USA Select XV | Canadá A      |
| 2017 | II      | Argentina XV | USA Select XV | Tonga A    | Samoa A   | Uruguay A     | Canadá A      |
| 2018 | III     | Samoa A      | Argentina XV  | Uruguay A  | Tonga A   | Canadá A      | USA Select XV |
| 2021 | IV      | Argentina XV | Chile A       | Brasil A   | Uruguay A | USA Select XV | Paraguay A    |

## Posiciones
Número de veces que los equipos ocuparon cada posición en todas las ediciones.
| Equipo        | Campeón | 2º puesto | 3º puesto | 4º puesto | 5º puesto | 6º puesto |
| ------------- | ------- | --------- | --------- | --------- | --------- | --------- |
| Argentina XV  | 3       | 1         |           |           |           |           |
| Samoa A       | 1       |           | 1         | 1         |           |           |
| USA Select XV |         | 1         |           |           | 2         | 1         |
| Fiji Warriors |         | 1         |           |           |           |           |
| Chile A       |         | 1         |           |           |           |           |
| Uruguay A     |         |           | 1         | 2         | 1         |           |
| Tonga A       |         |           | 1         | 1         |           |           |
| Brasil A      |         |           | 1         |           |           |           |
| Canadá A      |         |           |           |           | 1         | 2         |
| Paraguay A    |         |           |           |           |           | 1         |